# 山内一典
山内 一典（やまうち かずのり、1967年8月5日 - ）は、日本のゲームクリエイター。ゲーム制作会社ポリフォニー・デジタルの設立者で代表。

## 人物
全世界で累計8000万本以上の売上を記録しているゲームソフト「グランツーリスモシリーズ」の発案者兼プロデューサー。現在はポリフォニー・デジタルの代表取締役プレジデント。2001年より日本カー・オブ・ザ・イヤーの選考委員も務める。代表作は他に「モータートゥーン・グランプリシリーズ」「オメガブースト」「ツーリスト・トロフィー」など。PS3で2006年12月24日に無料配信されたグランツーリスモHDでは、ランキング1位に名を連ねた。
「(やり残したことを悔いるあまり)新作を出すたびにストレスがたまる」等と発言するなど、完璧主義者として知られる。
2011年現在までの愛車は、ホンダ・S2000、日産・フェアレディZ、ポルシェ・911 GT3、メルセデス・ベンツ・SL55 AMG、フォード・GT、日産・GT-Rなど。この内、S2000はグランツーリスモ2、フォードGTはグランツーリスモ4、GT-Rはグランツーリスモ5プロローグのパッケージやオープニングにそれぞれ登場している。現在はグランツーリスモTVの取材で新型のフェラーリに試乗したり、GTアカデミー等の企画、モーターショーなどに出向いてのアピールやコラボレーション企画を展開している。

## 略歴
幼少時代はかなりの病弱だったとのことで、当時は体育の授業は全て見学で、周囲からは「病弱大魔王」とあだ名されていたほど。当時からスーパーカー消しゴムを集めるなど車への関心は高かったという。
中学時代から映画制作に没頭し、その流れでソニー・ミュージックエンタテインメントに就職するが、ソニーグループがPlayStationで家庭用ゲーム機市場に参入することになりソニー・コンピュータエンタテインメント（SCEI）が設立されると同社への出向を命じられ、以後「モータートゥーン・グランプリ」を皮切りにゲームプロデュース業を手がける。「グランツーリスモ」は元々、山内がSCEIに移って最初に出した企画だったが、当初は「なぜこのゲームを作らせてくれないのか」と事あるごとにSCEIの社内で喧伝していたため、当時のSCEIの社内では「不遜くん」と陰口を叩かれていたという。
2009年1月より、オンラインゲーム運営会社であるゲームオンの非常勤顧問に就任した。
2023年公開の『グランツーリスモ』実写版においては平岳大が山内役を演じているほか、山内本人も寿司職人役でカメオ出演している。

### モータースポーツ歴
モータースポーツ経験は少ないものの、近年には国外の耐久レースに参戦している。2010年以来、毎年のニュルブルクリンク24時間レースに必ず参戦する。
- 2009年：VLN（ニュルブルクリンクで開催された4時間耐久レース）第8戦に出場、モータージャーナリストのピーター・ライオン、レーシングドライバーの松田秀士と共に、SP8クラス(市販車無改造クラス)のレクサス・IS Fを駆り、クラス優勝した。（同クラスのエントリー4台）[4][5]。
- 2010年：『ワールド・カー・アワード』の一員として、ニュル24時間に初参戦、昨年と同じくSP8クラスにIS Fで出走し、総合59位、クラス4位で完走した[6]
- 2011年：シュルツモータースポーツの一員として、SP8Tクラスの日産・GT-Rでニュル24時間に参戦、ニュル24時間初めてのクラス優勝を飾った（同クラスのエントリー2台中完走1台、総合36位）。[7]
- 2012年：日産本社のGT-R開発チーム（チームGTアカデミー名義）として、引き続き日産・GT-Rでニュル24時間に参戦し、ニュル24時間クラス2勝目を飾った（総合30位）。
- 2013年：シュルツモータースポーツの一員として、日産・GT-R NISMO GT3でSP9クラスに初参戦クラス22位、総合148位で完走した。
- 2014年：前年と同じくシュルツモータースポーツの一員として、日産・GT-R NISMO GT3で最上位クラスであるSP9-GT3クラスでクラス11位、総合14位。
- 2016年：Walkenhorstモータースポーツに加入し、BMW・M6 GT3で最上位クラスのSP9-GT3クラスに参戦、クラス18位、総合22位。

### ニュルブルクリンク24時間レース
| 年     | チーム                     | コ・ドライバー                                                       | 使用車両             | クラス | 周回 | 総合順位 | クラス順位 |
| ------ | -------------------------- | -------------------------------------------------------------------- | -------------------- | ------ | ---- | -------- | ---------- |
| 2010年 | ワールド・カー・アワード   | 松田秀士 ピーター・ライオン オーエン・ミルデンホール                 | レクサス・IS F       | SP8    | 127  | 59位     | 4位        |
| 2011年 | シュルツ・モータースポーツ | トビアス・シュルツ ミハエル・シュルツ 山本泰吉                       | 日産・GT-R           | SP8T   | 136  | 36位     | 1位        |
| 2012年 | チームGTアカデミー         | トビアス・シュルツ ルーカス・オルドネス 山本泰吉                     | 日産・GT-R           | SP8T   | 136  | 30位     | 1位        |
| 2013年 | シュルツ・モータースポーツ | ミハエル・シュルツ トビアス・シュルツ ミハエル・クルム               | 日産・GT-R NISMO GT3 | SP9    | 48   | 136位    | 22位       |
| 2014年 | シュルツ・モータースポーツ | ミハエル・シュルツ トビアス・シュルツ ジョルダン・トレッソン         | 日産・GT-R NISMO GT3 | SP9    | 147  | 14位     | 11位       |
| 2016年 | Walkenhorst Motorsport     | マティアス・ヘンコラ トニー・リチャードソン マックス・サンドリッター | BMW・M6 GT3          | SP9    | 121  | 22位     | 18位       |

## 作品一覧
- モータートゥーン・グランプリシリーズ
- オメガブースト
- グランツーリスモシリーズ全作品
- ツーリスト・トロフィー

- 日産・GT-R

マルチファンクションディスプレイの開発に参加